# Leerkauen

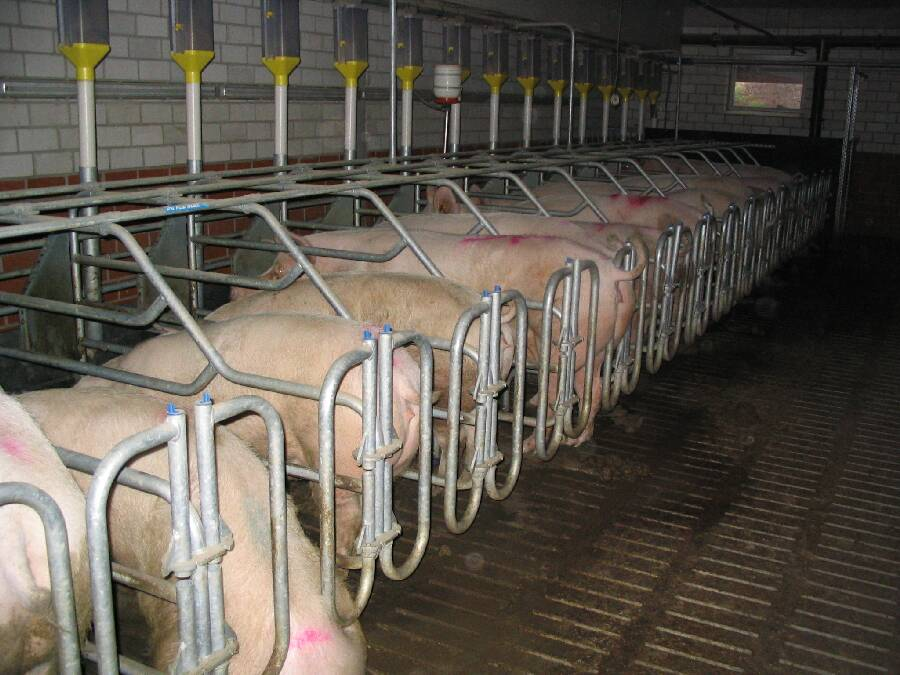
Schweinehaltung in Kastenständen, bei der das Leerkauen häufig beobachtet werden kann.

Leerkauen ist eine Verhaltensstörung, die vor allem bei  Hausschweinen auftritt. Bei anderen Tierarten wie Rindern, Hunden und Kaninchen ist es meist ein Symptom bei neurologischen oder schmerzhaften Erkrankungen. Bei Pferden ist es eine natürliche Verhaltensweise, die bei der Überwindung einer angespannten Situation auftritt.

## Leerkauen beim Schwein
Bei Schweinen tritt Leerkauen unter bestimmten Bedingungen in der Schweineproduktion auf und zeichnet sich durch Kaubewegungen ohne Futter oder anderes Material im Maul aus. Begleiterscheinungen des Leerkauens können Saugen, Zähneknirschen und verstärkte Speichelabgabe mit Schaumbildung sein. Unter Umständen kann sich die Verhaltensstörung zu einer Stereotypie entwickeln. Beobachtet wird das Phänomen oft bei Sauen im Kasten- oder Anbindestand sowie bei Mastschweinen in der Haltung ohne Einstreu. Als Ursache werden Beschäftigungsdefizite im Zusammenhang mit der Nahrungsaufnahme beziehungsweise -suche angenommen. Mit Maßnahmen für eine artgerechtere Haltung, wie etwa der Verwendung von Einstreu oder Beschäftigungsmaterial, kann dem Leerkauen vorgebeugt werden. Andere Verhaltensstörungen bei Schweinen, die auf ähnliche Ursachen zurückzuführen sind, sind Stangenbeißen, Trauern und Weben. Tierrechtsorganisationen wie die Albert Schweitzer Stiftung für unsere Mitwelt kritisieren, dass die Störungen in der Massentierhaltung für eine höhere Produktivität in Kauf genommen werden.

## Leerkauen beim Rind
Bei Rindern wird Leerkauen als Verhaltensauffälligkeit vor allem bei der Kälberhaltung in Einzelboxen beobachtet. Auch ein Mangel an Raufutter kann diese Stereotypie auslösen. Leerkauen ist aber häufig keine Verhaltensstörung, sondern ein Symptom einer neurologischen Erkrankung wie Bleivergiftung, Zerebrokortikalnekrose, Borna-Krankheit oder Vergiftung mit Jauchegasen. Darüber hinaus kann es Verhaltensreaktion bei schmerzhaften Krankheitszuständen sein.

## Leerkauen beim Hund
Beim Hund kann Leerkauen als Symptom bei neurologischen Erkrankungen wie Tollwut, Pseudowut oder Epilepsie auftreten. Es kann auch bei Zahnerkrankungen beobachtet werden. Es kann auch als Verhaltensabweichung in Stresssituationen auftreten. Darüber hinaus zeigen manche Hunde Leerkauen in entspannten Situationen als Wohlfühlreaktion.

## Leerkauen beim Kaninchen
Bei Kaninchen ist Leerkauen ein häufiges Symptom bei Zahnerkrankungen.

## Leerkauen beim Pferd
Bei Pferden ist Leerkauen meist ein Zeichen erhöhter Anspannung nach einer Unsicherheitssituation. Dabei werden eine einzelne Kaubewegung oder mehrere Kaubewegungen über bis zu 10 Sekunden ausgeführt. Die  Lippen sind beim Leerkauen leicht geöffnet, ohne dass die Zähne sichtbar werden. Die Ohren werden nach hinten gestellt, der Hals ist gestreckt, der Lidschlag verstärkt. Vermutlich ist das Leerkauen ein Zeichen für den nach einer Aktivierung des Sympathikus in der Entspannungsphase einsetzenden Parasymptikustonus. Letzterer führt zu einer vermehrten Speichelbildung, auf welche das Pferd mit Kaubewegungen reagiert. Es ist somit keine Verhaltensstörung, sondern ein natürliches Verhalten, das auch in Wildpferdherden beobachtet wird.